# Azelastine
Azelastine (INN) is een derivaat van ftaalazinedion dat gebruikt wordt in de geneeskunde. Het is een langwerkend antiallergisch middel met selectieve H1-antagonistische werking.
Het is beschikbaar als neusspray en oogdruppels. Met oogdruppels kan men de symptomen van seizoensgebonden of niet-seizoensgebonden (terugkerende) allergische bindvliesontsteking behandelen. Met de neusspray kan men de verschijnselen van allergische neusaandoeningen zoals hooikoorts en allergische rinitis behandelen.
De geneeskundige preparaten bevatten het hydrochloride-zout azelastinehydrochloride (CAS-nummer: 79307-93-0). Azelastine is een chirale verbinding. Het wordt meestal als racemisch mengsel van de (R)- en de (S)-vorm gebruikt.
Azelastine werd ontwikkeld bij het Duitse farmaciebedrijf Asta-Werke AG, later Asta Pharma AG. Het is niet meer door een octrooi beschermd en is als generiek geneesmiddel verkrijgbaar.
Azelastine wordt goed verdragen door volwassenen en kinderen vanaf 6 jaar. De vaakst genoemde nevenwerkingen zijn bittere smaak, hoofdpijn, of tijdelijke irritatie van de ogen of de neus.